# Latvijas Izpildītāju un producentu apvienība
La Latvijas Izpildītāju un producentu apvienība (LaIPA) è un'organizzazione non governativa non a scopo di lucro che rappresenta l'industria musicale della Lettonia e i musicisti, interpreti, autori e compositori che ne fanno parte. Dal 2004 è membro dell'International Federation of the Phonographic Industry.
Si occupa di stilare e pubblicare a decadenza settimanale le classifiche degli album e singoli generali, e in precedenza quelle dei singoli internazionali e locali più popolari a livello nazionale, basate su vendite digitali e stream.